# Eishockey-Europameisterschaft der U18-Junioren 1980
Die 13. Eishockey-Europameisterschaft der U18-Junioren fand vom 1. bis 7. April 1980 in  Hradec Králové in der Tschechoslowakei statt. Die Spiele der B-Gruppe wurden vom 4. bis 8. März 1980 in Jesenice in Jugoslawien (heute Slowenien) ausgetragen. Die C-Gruppe spielte vom 29. März bis 3. April 1980 in Frederikshavn in Dänemark.

## A-Gruppe

### Vorrunde
Gruppe 1
| Spiele              | TCH  | SWE | POL | NOR  | Tore  | Pkt. |
| ------------------- | ---- | --- | --- | ---- | ----- | ---- |
| 1. Tschechoslowakei |      | 7:1 | 9:2 | 11:3 | 27:06 | 6:0  |
| 2. Schweden         | 1:7  |     | 7:2 | 9:0  | 17:09 | 4:2  |
| 3. Polen            | 2:9  | 2:7 |     | 6:4  | 10:20 | 2:4  |
| 4. Norwegen         | 3:11 | 0:9 | 4:6 |      | 07:26 | 0:6  |

Gruppe 2
| Spiele            | URS  | FIN | BRD  | SUI  | Tore  | Pkt. |
| ----------------- | ---- | --- | ---- | ---- | ----- | ---- |
| 1. UdSSR          |      | 9:2 | 12:3 | 13:1 | 34:06 | 6:0  |
| 2. Finnland       | 2:9  |     | 9:3  | 5:2  | 16:14 | 4:2  |
| 3. BR Deutschland | 3:12 | 3:9 |      | 4:3  | 10:24 | 2:4  |
| 4. Schweiz        | 1:13 | 2:5 | 3:4  |      | 06:22 | 0:6  |

### Endrunde
Für die beiden Gruppen der Endrunde wurden die untereinander erzielten Ergebnisse aus der Vorrunde übernommen. Diese Resultate sind hier in Klammern dargestellt.
Meisterrunde
| Spiele              | URS   | TCH   | SWE   | FIN   | Tore  | Pkt. |
| ------------------- | ----- | ----- | ----- | ----- | ----- | ---- |
| 1. UdSSR            |       | 3:2   | 5:1   | (9:2) | 17:05 | 6:0  |
| 2. Tschechoslowakei | 2:3   |       | (7:1) | 6:3   | 15:07 | 4:2  |
| 3. Schweden         | 1:5   | (1:7) |       | 3:1   | 05:13 | 2:4  |
| 4. Finnland         | (2:9) | 3:6   | 1:3   |       | 06:18 | 0:6  |

Platzierungsrunde
| Spiele            | BRD   | POL   | SUI   | NOR   | Tore  | Pkt. |
| ----------------- | ----- | ----- | ----- | ----- | ----- | ---- |
| 1. BR Deutschland |       | 8:3   | (4:3) | 8:3   | 20:09 | 6:0  |
| 2. Polen          | 3:8   |       | 5:2   | (6:4) | 14:14 | 4:2  |
| 3. Schweiz        | (3:4) | 2:5   |       | 8:3   | 13:12 | 2:4  |
| 4. Norwegen       | 3:8   | (4:6) | 3:8   |       | 10:22 | 0:6  |

### Europameistermannschaft: UdSSR
| U18-Europameister UdSSR | Sergei Kustjuchin, Vitālijs Samoilovs – Konstantin Kuraschow, Andrei Tschistjakow, Igor Stelnow, Jewgeni Below, Igor Frolow, Wladimir Tjurikow, Juri Demin – Waleri Gudoschnikow, Juri Schipizyn, Michail Sacharau, Jewgeni Rostschin, Sergei Jaschin, Alexander Spirin, Wiktor Loginow, Sergei Odinzow, Sergei Kurdrjaschow, Wladimir Anissimow, Anatoli Semjonow |

### Auszeichnungen
| Auszeichnung       | Spieler            | Team             |
| ------------------ | ------------------ | ---------------- |
| Top-Scorer         | Sergei Jaschin     | UdSSR            |
| Bester Torhüter    | Vitālijs Samoilovs | UdSSR            |
| Bester Verteidiger | Wladimir Tjurikow  | UdSSR            |
| Bester Stürmer     | Kamil Přecechtěl   | Tschechoslowakei |

All-Star-Team
| Angriff:      | Jiří Dudáček – Alexander Spirin – Sergei Jaschin |
| Verteidigung: | Peter Andersson – Igor Stelnow                   |
| Tor:          | Jiří Steklík                                     |

## B-Gruppe

### Vorrunde
Gruppe 1
| Spiele         | AUT | ROM  | FRA | NED  | Tore  | Pkt. |
| -------------- | --- | ---- | --- | ---- | ----- | ---- |
| 1. Österreich  |     | 6:5  | 7:6 | 6:1  | 19:12 | 6:0  |
| 2. Rumänien    | 5:6 |      | 5:4 | 10:2 | 20:12 | 4:2  |
| 3. Frankreich  | 6:7 | 4:5  |     | 7:6  | 17:18 | 2:4  |
| 4. Niederlande | 1:6 | 2:10 | 6:7 |      | 09:23 | 0:6  |

Gruppe 2
| Spiele         | YUG | BUL  | ITA | HUN  | Tore  | Pkt. |
| -------------- | --- | ---- | --- | ---- | ----- | ---- |
| 1. Jugoslawien |     | 7:6  | 3:3 | 7:5  | 27:14 | 5:1  |
| 2. Bulgarien   | 6:7 |      | 4:2 | 10:4 | 20:13 | 4:2  |
| 3. Italien     | 3:3 | 2:4  |     | 7:6  | 12:13 | 3:3  |
| 4. Ungarn      | 5:7 | 4:10 | 6:7 |      | 15:24 | 0:6  |

### Platzierungsspiele
| Spiel um Platz 7 | Ungarn     | 11:3 (2:1, 5:0, 4:2) | Niederlande |  |
| Spiel um Platz 5 | Frankreich | 6:3 (2:1, 2:2, 2:0)  | Italien     |  |
| Spiel um Platz 3 | Bulgarien  | 4:2 (2:1, 0:0, 2:1)  | Rumänien    |  |
| Finale           | Österreich | 4:1 (1:1, 2:0, 1:0)  | Jugoslawien |  |

### Auszeichnungen
| Auszeichnung | Spieler      | Team   |
| ------------ | ------------ | ------ |
| Top-Scorer   | János Ancsin | Ungarn |

## C-Gruppe
| Spiele            | DEN       | BEL       | GBR       | Tore  | Pkt. |
| ----------------- | --------- | --------- | --------- | ----- | ---- |
| 1. Dänemark       |           | 11:2 10:0 | 17:2 13:1 | 51:05 | 8:0  |
| 2. Belgien        | 2:11 0:10 |           | 4:1 7:8   | 13:30 | 2:6  |
| 3. Großbritannien | 2:17 1:13 | 1:4 8:7   |           | 12:41 | 2:6  |

### Auszeichnungen
| Auszeichnung       | Spieler        | Team     |
| ------------------ | -------------- | -------- |
| Top-Scorer         | John Bording   | Dänemark |
| Bester Torhüter    | Lars Pagh      | Dänemark |
| Bester Verteidiger | Peter Davidsen | Dänemark |
| Bester Stürmer     | Kim Lohmann    | Dänemark |